# Okres Piotrków
Okres Piotrków (polsky Powiat piotrkowski) je okres v polském Lodžském vojvodství. Rozlohu má 1 428,77 km² a v roce 2023 zde žilo 90 278 obyvatel. Sídlem správy okresu je město Piotrków Trybunalski, které však není jeho součástí, ale tvoří samostatný městský okres.

## Gminy
Městsko-vesnické:
- Rozprza
- Sulejów
- Wolbórz

Vesnické:
- Aleksandrów
- Czarnocin
- Gorzkowice
- Grabica
- Łęki Szlacheckie
- Moszczenica
- Ręczno
- Wola Krzysztoporska

## Města
- Rozprza
- Sulejów
- Wolbórz

## Sousední okresy
| Růžice kompasu | Pabianice | Lodž východ    | Tomaszów Mazowiecki | Růžice kompasu |
| Růžice kompasu | Bełchatów | Sever          | Opoczno             | Růžice kompasu |
| Růžice kompasu | Bełchatów | Okres Piotrków | Opoczno             | Růžice kompasu |
| Růžice kompasu | Bełchatów | Jih            | Opoczno             | Růžice kompasu |
| Růžice kompasu | Radomsko  | Radomsko       | Końskie             | Růžice kompasu |